# Universal Media Disc
Universal Media Disc (UMD) este un mediu de disc optic întrerupt creat de Sony pentru consola PlayStation Portable. Are o capacitate de până la 1,8 GB. Este primul disc predestinat consolelor handheld. Pe disc se pot înregistra jocuri sau filme care sunt ulterior redate cu ajutorul consolei portabile. UMD este marca înregistrată a Sony Computer Entertainment pentru cartușul lor de disc optic (ODC).

## Date tehnice
- Dimensiuni husă protectoare: aproximativ 65 mm x 64 mm x 4,2 mm
- Greutate: aproximativ 19 g
- Diametru disc: 60 mm
- Capacitate de memorare maximă: 900 MB (single layer), și 1,8 GB (dual layer)
- Lungimea de  undă a laserului: 660 nm (laser roșu)
- Criptare:  AES 128 biți